# Steinhagen (Sevenum)
Steinhagen is de naam van een boerderij en een voormalig adellijk huis in het Nederlandse dorp Sevenum, provincie Limburg. Het huis lag tegenover het kasteel Schenkenburg. De huidige boerderij is een gemeentelijk monument.

## Geschiedenis
Het huis werd in 1659 gebouwd door het echtpaar Andries Schenck van Nydeggen en Elisabeth Romer. Zij wisten in 1662 ook het huis De Donck te bemachtigen. Steinhagen werd geërfd door hun zoons Johan Adam en Dierick.
Johanna Adriana Sibilla Romer kreeg in de 18e eeuw het huis in bezit, waarschijnlijk via een erfenis. Door haar huwelijk met Arnold Carl Philip graaf von Varo in 1747 kwam Steinhagen uiteindelijk bij hun kleinzoon Carl Ludwig Franz graaf von Varo terecht. Hij verkocht het huis begin 19e eeuw aan Mathijs Berkels, die op dat moment het huis bewoonde als pachter. Rond 1926 lieten zijn nazaten het 17e-eeuwse huis grotendeels afbreken, waarna ze op dezelfde locatie een boerderij bouwden.

## Beschrijving
Het huis Steinhagen was oorspronkelijk een blokvormig herenhuis van twee bouwlagen, afgedekt met een schilddak met leistein. Het huis had een afmeting van 12 bij 15 meter. Er stond een kleine aanbouw tegen de westgevel, die na 1745 is vervangen door een bedrijfsgedeelte, waaronder een potstal. Rond 1745 blijkt het huis een zadeldak te hebben, dat in later tijden echter weer door een schilddak is vervangen. Rond 1820 werd op de zuidzijde van het terrein een langgerekte schuur gebouwd.
Op het kasteelterrein lagen tuinen en boomgaarden en het geheel werd omgeven door een rechthoekige gracht. Voor de aanleg van het huis Steinhagen moest de Molenbeek worden omgelegd.
Rond 1926 werd het oude herenhuis grotendeels afgebroken en vervangen door een nieuwe boerderij.

### Boerderij
De huidige boerderij Steinhagen(hoeve) dateert uit circa 1930 en bestaat uit vier vleugels rondom een binnenplaats. Aan de noordoostzijde van de boerderij is nog een deel van het 17e-eeuwse muurwerk van het huis Steinhagen aanwezig in de schuur. De jaartalankers zijn hergebruikt. De boerderij is een gemeentelijk monument.
Van 2018 tot 2021 werd de boerderij verbouwd tot appartementencomplex.

## Afbeeldingen

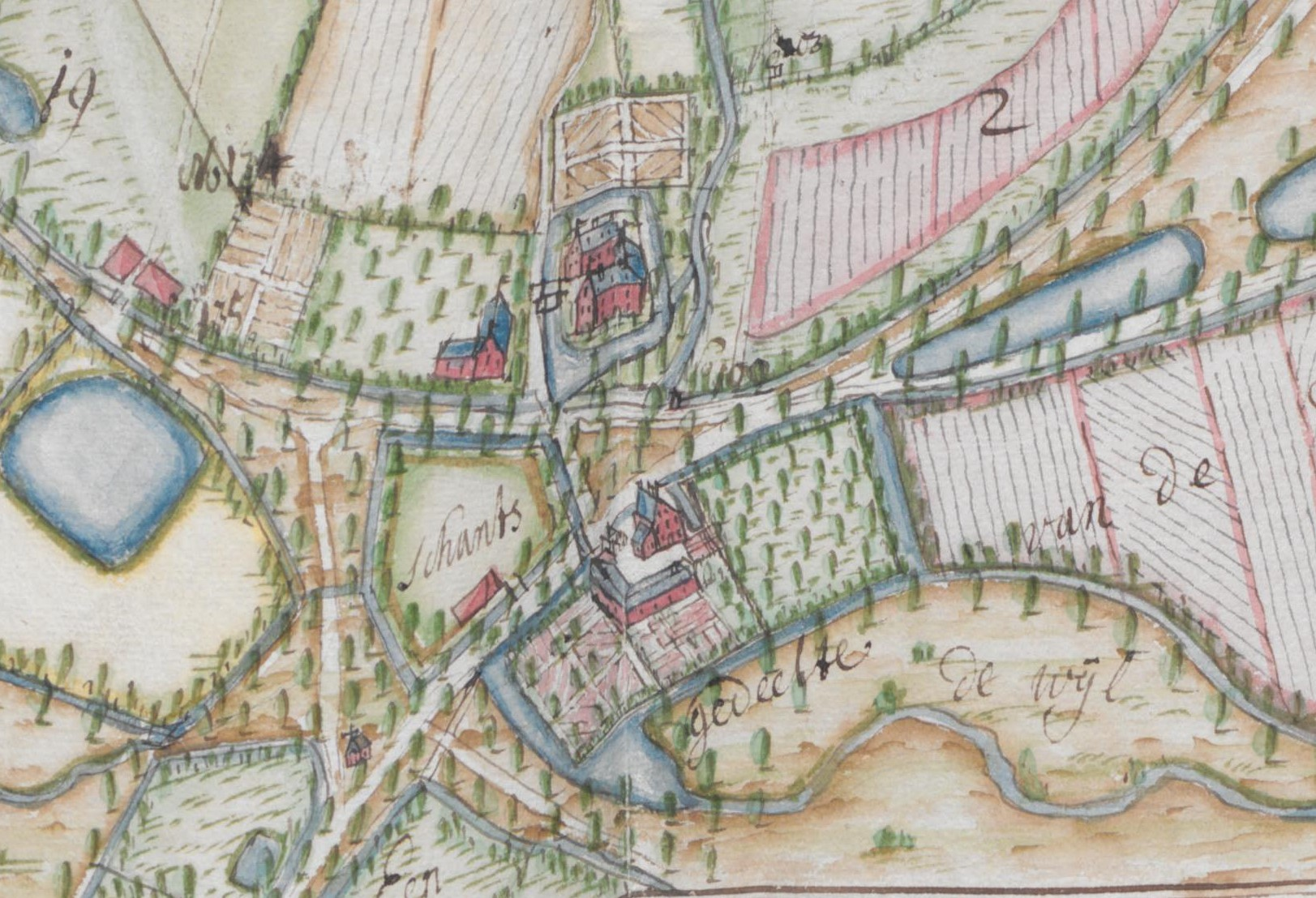
De huizen Steinhagen (onder) en Schenkenburg (boven) in 1745
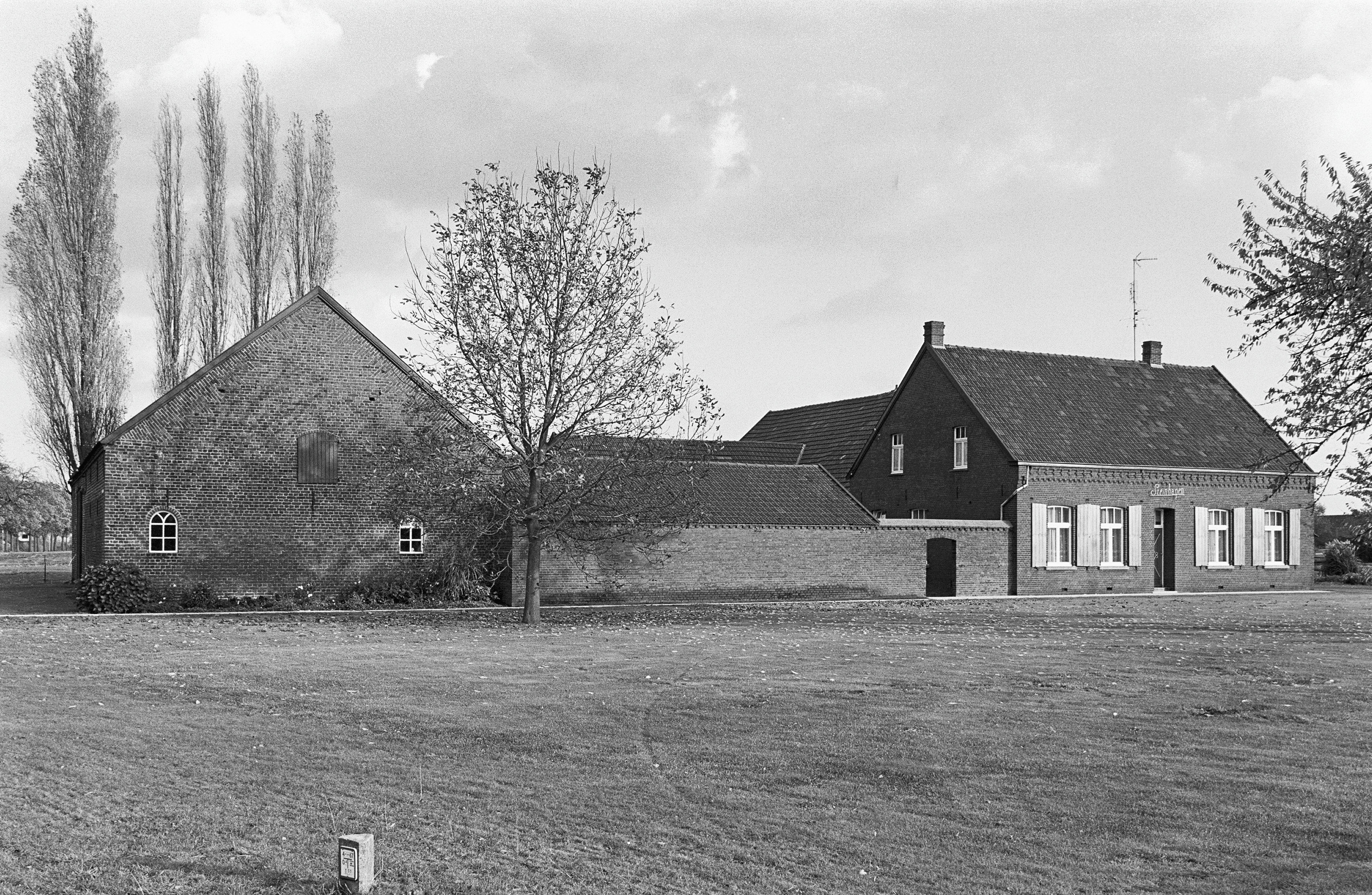
Steinhagen in 1979
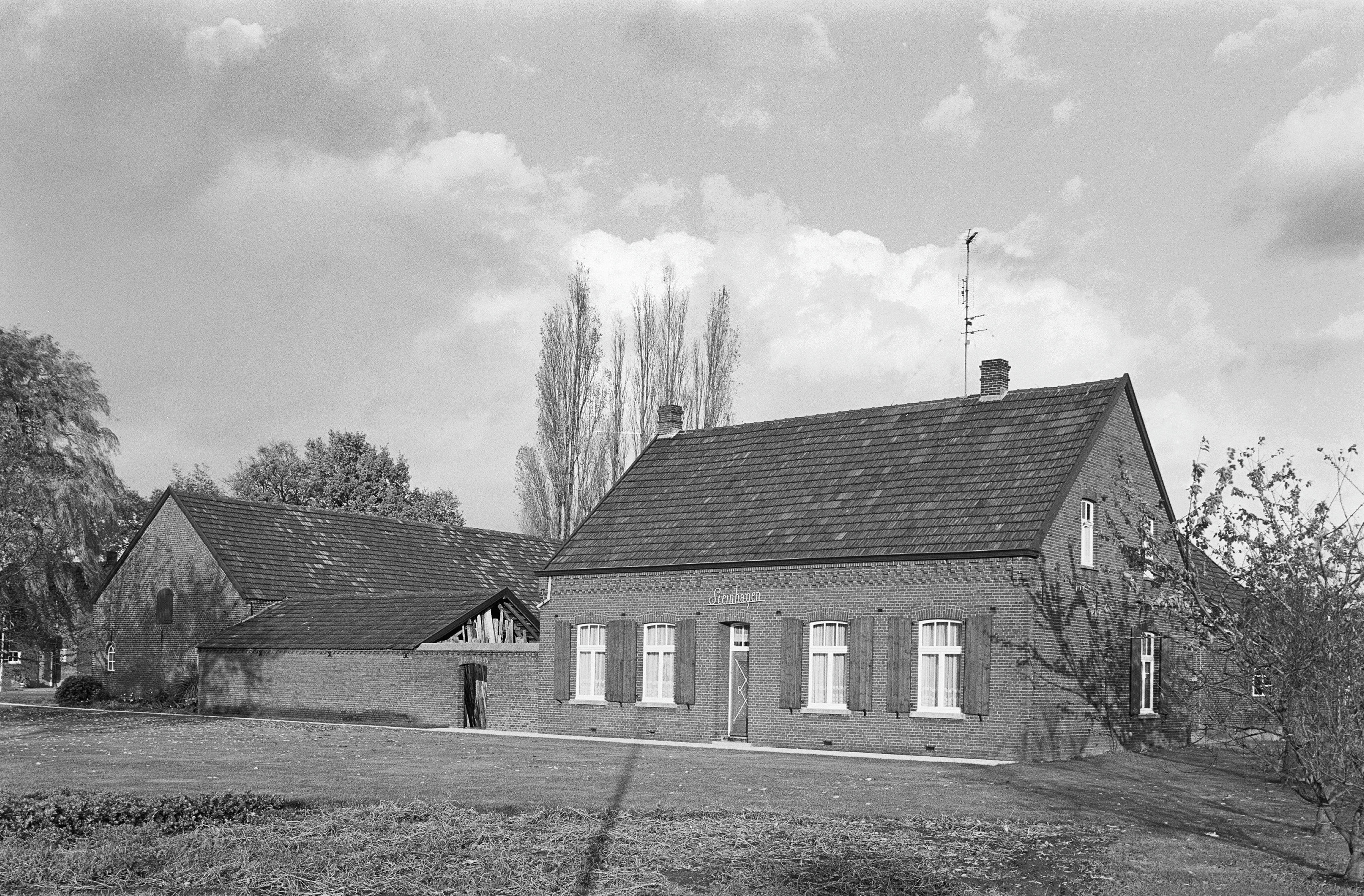
Voorgevel in 1979

Aerwinkel · Kasteel Afferden · Aldt Huys · Aldenborgh · Kasteel Aldenghoor · Aldenhoven · Alte Burg · Kasteel Amstenrade · Slot Annendael · Kasteel Arcen · Baersdonck · Bakvliet · Baronsberg · Baxhof · Beegden ·  Benzenrade · Kasteel De Berckt · Kasteel Bethlehem · Beusdaelshof · Binsfeld · Huis Blankenberg · Kasteel Bleijenbeek · Blitterswijck · Boerlo · Bolberg · Bollenberg · Kasteel De Bongard · Borggraaf · Kasteel d'Erp · Kasteel Borggraaf · Kasteel Borgharen · Kasteel Born · Huis Bree · Breust · Kasteel Broekhuizen · Broekhuizen · Gracht Burggraaf · Kasteel De Burght · Kasteel Cartils · Cloppenburg (Oost-Maarland) · Kasteel Cortenbach · Huis De Dael · Dammerscheid · Kasteel De Bockenhof · De Donck (Sevenum) · De Donck (Swolgen) · De Dorth ·  Huis ten Dijcken · Kasteel Doenrade · De Doom · Douve · Douvenrade · De Dries · Kasteel Erenstein · Kasteel Eijsden · Eijsden · Einrade · Kasteel Elsloo · Ensenbroek · Eperhuis · Etzenraderhuuske · Exaten · Kasteel Eijckholt · Kasteel Eyckholt · Eys · Gastendonck · Kasteel Genbroek · Gebroken Slot · Kasteel Geijsteren · Kasteel Op Genhoes · Kasteel Genhoes · Genneperhuis · Kasteel Het Geudje · Kasteel Geulle · Kasteel Geusselt · Geijsteren · Gen Heck · Ghoor · Kasteel Goedenraad · Kasteel Grasbroek · Kasteel Groenendaal · Groethof · Groot Paarlo · Kasteel van Gronsveld · De Gun ·Kasteel Haeren · Kasteel Den Halder · Heerlaer · Heeze · Heijen · 's-Herenanstel · Kasteel Hillenraad · Kasteel Hoensbroek · Hoenshuis · Holstrate · Holtmühle · Huize Holtum · Kasteel Horn · De Horst · Huys ter Horst · Ten Hove (Grathem) · Ten Hove (Panningen) · Huis Brias · Huis Darth ·  Kasteel Hurpesch · Kasteel Sint-Jansgeleen · Kasteel Jerusalem · Kasteel Kaldenbroek · Den Kamp · Kasteel Karsveld · Kasteel Keverberg · Klein Paarlo · Klimmender Huuske · De Kolck · Koppelberg · Laar · Landsfort · Kasteel Lemiers · Kasteelruïne Lichtenberg · Kasteel Limbricht · Lonesteyn · Huize Lovendael · Mazenburg · Kasteel van Meerlo · Kasteel Meerssenhoven · Meezenbroek · Kasteel van Mheer · Middelaar · Kasteel Millen · Kasteel Montfort · Movert · Mulrode · De Munt · Château Neercanne · Kasteel Neubourg · Nienghoor · Huis Nierhoven · Kasteel Nieuwenbroeck · Nije Huys · Kasteel Nijenborgh · Kasteel Nijswiller · Nijthuysen · Kasteel Obbicht · Oedenrade · Kasteel Ooijen · Kasteel Oost (Valkenburg) · Kasteel Oost (Oost-Maarland) · Kasteel Ouborg · Overen · Kasteel Passarts-Nieuwenhagen · Prickenis · Prinsenhof · Puth · De Putting · Raath · De Raay · Ravenhof · Kasteel Reijmersbeek · Kasteel van Rijckholt · Kasteel Rivieren · Rodenbroek · Rosendaal · Kasteel Schaesberg · Kasteel Schaloen · Te Scharen · Schenkenburg · Kasteel Scheres · De Spijker (Geijsteren) · De Spijker (Leeuwen) · Huis Severen · Sibberhuuske · Château St. Gerlach · Spraland · Huis De Spyker · Huize Stalberg · Stalberg (Wellerlooi) · De Steeg · Kasteel Stein · Steinhagen · Steenen Huis · Stoel van Swentibold · Strijthagen (Landgraaf) · Strijthagen (Welten) · Struyver · Kasteel Terborgh · Terlinden (Wijnandsrade) · Terveurdt · Ter Weyer · Kasteel Ter Worm · De Tombe · Huis De Torentjes · Triest · Trippaert · Kasteel Vaalsbroek · Kasteel Vaeshartelt · Valkenburg · Vliek · De Vroenhof · Vrijburg · Kasteel Wambach · Warenberg · Well · Weyershof ·  Wijlre · Kasteel Wijnandsrade · Wijnandsrade · Wijnantshof · Wissegracht · Huize Witham · Kasteel Wittem · Wolfrath · Wylre